# 세르게이 마그니츠키

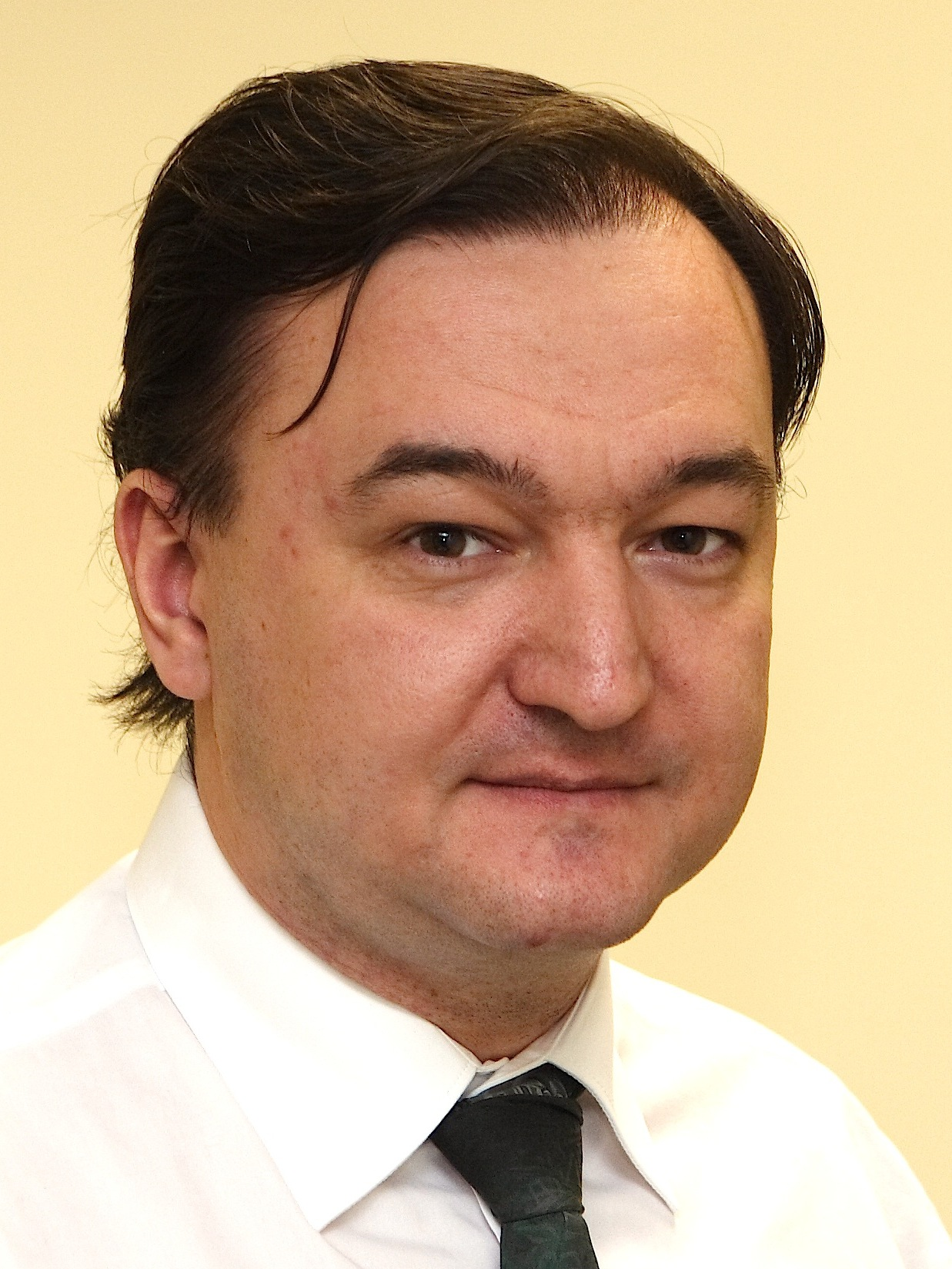
2006년 모습

세르게이 마그니츠키(1972년 4월 8일–2009년 11월 16일)는 우크라이나 오데사 출생의 러시아 세무사이다. 러시아 공무원들이 대규모로 러시아의 국고를 횡령했다는 폭로를 하고 구금된 뒤, 가혹행위를 당하고 질병 치료를 거부당하고 1년 가까이 모스크바에 있는 부티르카 감옥에서 복역하다가 마트로스카야 티시나 감옥에서 사망했다.
이후 미국 정부는 인권 침해를 제재하는 마그니츠키법을 제정했으며, 다른 나라들도 유사한 마그니츠키 입법을 제정하기 시작했다.